# Humans in Space
Humans in Space (pol. Ludzie w Kosmosie) – międzynarodowy konkurs poświęcony astronautyce, organizowany dla młodzieży w wieku szkolnym. Pierwszy konkurs odbył się w 2010 r., a drugi zaplanowano na rok 2012.

## Cele konkursu
Celem konkursu jest próba zainteresowania młodych ludzi z całego świata astronautyką oraz ich zaangażowania w kształtowanie przyszłości misji załogowych. Ma temu służyć uruchomienie wyobraźni i pokazanie światu pomysłów, które być może kiedyś doczekają się realizacji. 
Hasłem przewodnim konkursu jest „Zainspiruj się, bądź kreatywny, daj się usłyszeć”. Korzystając z osiągnięć współczesnej wiedzy i swojej wyobraźni uczestnicy mają zastanowić się nad przyszłością i przedstawić własną jej wizję. Mają sobie i innym odpowiedzieć na pytanie: „W jaki sposób ludzie korzystają ze zdobyczy nauki i techniki, aby odkrywać przestrzeń kosmiczną? Jakie tajemnice zbadają”?
Przewidziano prezentacje zwycięskich prac na całym świecie przy okazji sympozjów naukowych i innych wydarzeń związanych z lotami kosmicznymi.

## Organizatorzy i główni partnerzy konkursu
Dyrektorem projektu, realizowanego w ramach Human Research Program, została Jancy C. McPhee z amerykańskiej Agencji Aeronautyki i Przestrzeni Kosmicznej NASA-Johnson Space Center/Universities Space Research Association (USRA). Do prac organizacyjnych i popularyzacji konkursu włączyło się wiele innych organizacji, m.in. Deutsche Zentrum für Luft- und Raumfahrt (DLR; Niemieckie Centrum Aeronautyki) lub międzynarodowa witryna edukacyjna MissionX.
Jancy C. McPhee starała się też dotrzeć bezpośrednio do nauczycieli, wysyłając informację o inicjatywie i prosząc o zachęcanie uczniów do uczestnictwa.

## Pierwsza edycja konkursu (2010)
Konkurs zorganizowany w roku 2010 był otwarty dla uczestników urodzonych nie wcześniej niż 8 maja 1992 r. Nadesłane prace były oceniane w dwóch kategoriach wiekowych: 10–13 i 14–17 lat. Zgodnie z regulaminem mogli przesyłać prace plastyczne (2D lub 3D), kompozycje, filmy wideo, wiersze, opowiadania, eseje, spełniające kryteria określone w dostępnym regulaminie, który precyzował również zasady punktacji prac przez jury.
Na konkurs wpłynęło 550 prac z 22 krajów, które zostały ocenione przez 71 specjalistów – członków jury. Zwycięzcy konkursu mieli możliwość prezentacji swoich prac na międzynarodowym sympozjum „Humans in Space”, zorganizowanym przez International Academy of Astronautics w Houston (Teksas, USA) w kwietniu 2011 r. W czasie ceremonii otwarcia sympozjum James Tabata – 16-letni kompozytor – dyrygował orkiestrą Clear Lake High School, która wykonała jego nagrodzony utwór. Na stronie internetowej USRA zamieszczono galerię prac uczestników konkursu.

## Druga edycja konkursu (2012)
W regulaminie drugiej edycji konkursu przewidziano, że prace mogą być nadsyłane przez młodzież w wieku 10–18 lat (urodzeni nie wcześniej niż 1 września 1993) do 15 listopada 2012, a prace będą ocenione przez jury w okresie listopad–styczeń 2013. Zaplanowano udział zwycięzców konkursu w różnych konferencjach astronautycznych.